# Busby Berkeley
William Berkeley Enos (Los Ángeles, California, 29 de noviembre de 1895-14 de marzo de 1976), más conocido como Busby Berkeley, fue un director de cine de Hollywood y coreógrafo estadounidense.
Berkeley fue famoso por sus elaborados números musicales que incluían complejas formas geométricas. Sus trabajos requerían un gran número de showgirls y elementos para imitar un efecto de caleidoscopio. Comenzó como director de teatro, al igual que otros directores de cine. Pero a diferencia de otros directores, creía que la cámara debía tener movimiento, y filmó desde ángulos inusuales para el público de esa época, tomas que no podían ser obtenidas en otro tipo películas. Es por esto que su rol en el género de los musicales es tan importante.

## Carrera
Hizo su debut artístico a la edad de 5 años, actuando en la compañía teatral de su familia. Durante la Primera Guerra Mundial, Berkeley sirvió como teniente de artillería, donde aprendió la dificultad de estar a cargo de un gran número de personas. Durante los años 20, Berkeley fue un director de danza para cerca de una docena de musicales en Broadway, incluyendo obras como A Connecticut Yankee. Como coreógrafo, Berkeley no utilizó tanto la habilidad individual de sus bailarinas sino a grandes cantidades de ellas para crear figuras geométricas. Sus números musicales eran los más grandes de Broadway. La única manera de conseguir que fuesen aún más grandes era trasladándolos al cine, cosa que hizo con la llegada del cine sonoro.
Para sus primeros trabajos cinematográficos no apareció en los créditos, por ejemplo Ave del paraíso (1932), de King Vidor, que no es un musical pero donde crea algunas coreografías para un grupo de aldeanos habitantes de una isla polinesia comandados por Dolores del Río. Sus primeros trabajos en el cine fueron para los musicales protagonizados por Eddie Cantor de Samuel Goldwyn, en los que comenzó a utilizar técnicas como individualizar a cada bailarina con un primer plano y mover a sus bailarinas a lo largo de todo el escenario para poder crear tantas figuras como fuera posible. Su técnica de filmar desde lo alto tuvo su primera aparición en las películas de Cantor, y además en Night World de Universal en 1932. 
La popularidad de Berkeley entre la audiencia de la Gran Depresión se consolidó definitivamente en 1933, cuando hizo las coreografías de tres musicales para Warner Brothers: 42nd Street, Footlight Parade y Gold Diggers of 1933. 
A medida que los musicales hechos por Berkeley dejaban de ser novedad, se centró en la dirección; Warner le dio la oportunidad de probar en el drama; el resultado fue They Made Me a Criminal de 1939, una de las mejores películas de John Garfield. Los trabajos de Berkeley le permitieron trabajar con estrellas de MGM como Judy Garland. En 1943, fue sacado de la dirección de Girl Crazy debido a conflictos con Garland. Sin embargo el número musical "I Got Rhythm", que él dirigió, se mantuvo en la película. (Hugh Fordin, The World of Entertainment: The Freed Unit at MGM, 1975) 
Su próximo trabajo fue en 20th Century-Fox para la película de 1943 The Gang's All Here. Berkeley pasó a la historia del cine estadounidense con el número de Carmen Miranda ‘Lady in the Tutti-Frutti Hat’. Aunque la película tuvo beneficios, éstos no llegaron a cubrir gastos. Berkeley regresó a MGM en los años 40, donde trabajó con el proceso de Technicolor en las películas de Esther Williams. La última película de Berkeley como coreógrafo fue Billy Rose's Jumbo (1962) de MGM.

## Vida personal
En su vida privada, Berkeley fue extravagante al igual que en su trabajo. Tuvo seis esposas, y un fatal accidente automovilístico que resultó en una acusación (de la cual fue absuelto) de intento de homicidio. A finales de los años 60, a la edad de 75 años, Berkeley regresó a Broadway para dirigir una exitosa versión de No No Nanette, protagonizada por su estrella de Warner Brothers, Ruby Keeler.
Berkeley murió en Palm Springs, California, a la edad de 80 años por causas naturales.